# WK-League 2012
Die WK-League 2012 war die vierte Spielzeit der südkoreanischen Fußballliga der Frauen unter diesem Namen. Die reguläre Saison begann am 26. März 2012 und endete am 29. Oktober 2012 mit dem Finale. Titelverteidiger war Goyang Daekyo Noonnoppi WFC. Den diesjährigen Titel gewann zum dritten Mal Goyang Daekyo Noonnoppi WFC. Für das Halbfinale des Meisterschaftsturnieres qualifizierten sich Incheon Hyundai Steel Red Angels und Jeonbuk KSPO WFC. Nach Ende der Saison zog Jeonbuk KSPO WFC nach Hwacheon und nannte sich in Hwacheon KSPO WFC um. Außerdem nannte sich Seoul Amazones in Seoul WFC um, Chungbuk Sportstoto zog nach Daejeon und nannte sich in Daejeon Sportstoto um und Chungnam Ilhwa Chunma WFC löste sich nach Ende der Saison auf.

## Teilnehmer und ihre Spielorte
Während dieser Saison wurde in diesen Stadien die Spiele ausgetragen.
| Stadt     | Heimstadion       | Kapazität |
| --------- | ----------------- | --------- |
| Boeun     | Boeun-Stadion     | 6.000     |
| Hwacheon  | Hwacheon-Stadion  | 20.305    |
| Goyang    | Goyang-Stadion    | 41.311    |
| Gangneung | Gangneung-Stadion | 22.333    |

## Tabelle
| Pl. | Verein                           | Sp. | S  | U | N  | Tore    | Diff. | Punkte |
| --- | -------------------------------- | --- | -- | - | -- | ------- | ----- | ------ |
| 1.  | Goyang Daekyo Noonnoppi WFC (M)  | 21  | 17 | 2 | 2  | 054:110 | +43   | 53     |
| 2.  | Incheon Hyundai Steel Red Angels | 21  | 16 | 2 | 3  | 043:170 | +26   | 50     |
| 3.  | Jeonbuk KSPO WFC                 | 21  | 10 | 2 | 9  | 030:320 | −2    | 32     |
| 4.  | Chungbuk Sportstoto              | 21  | 7  | 5 | 9  | 031:430 | −12   | 26     |
| 5.  | Seoul Amazones                   | 21  | 5  | 9 | 7  | 026:290 | −3    | 24     |
| 6.  | Suwon FMC WFC                    | 21  | 6  | 6 | 9  | 029:390 | −10   | 24     |
| 7.  | Chungnam Ilhwa Chunma WFC        | 21  | 3  | 6 | 12 | 016:300 | −14   | 15     |
| 8.  | Busan Sangmu WFC                 | 21  | 2  | 4 | 15 | 025:530 | −28   | 10     |

| (M) | Amtierender Meister: Goyang Daekyo Noonnoppi WFC |

## Meisterschaftsturnier
Im Meisterschaftsturnier spielten im Halbfinale der Zweitplatzierte gegen den Drittplatzierten. Der Gewinner dieses Spieles qualifizierte sich für das Finale des Meisterschaftsturnieres. Das Finale wurde mit Hin- und Rückspiel ausgetragen. Der Gewinner der beiden Spiele wurde WK-League 2012 Meister. Die Auswärtstorregelung galt hier nicht. 
Halbfinale
|                                  | Ergebnis |                  |
| -------------------------------- | -------- | ---------------- |
| Incheon Hyundai Steel Red Angels | 3:2      | Jeonbuk KSPO WFC |

Finale
|                             | Gesamt |                                  | Hinspiel | Rückspiel |
| --------------------------- | ------ | -------------------------------- | -------- | --------- |
| Goyang Daekyo Noonnoppi WFC | 3:2    | Incheon Hyundai Steel Red Angels | 0:1      | 3:1       |